# Stavby silnic a železnic
Stavby silnic a železnic (ve zkratce SSŽ), identifikační číslo 28543815, je bývalá česká stavební firma, která se specializovala především na dopravní stavby. Vedle toho budovala též stavby zaměřené na ekologii, upravovala intravilány sídel nebo rekonstruovala sportovní areály. Firma se podílela například na výstavbě Nového spojení v Praze či na stavbě tramvajové tratě do Radlic v témže městě. Mimo hlavní město se podílela na stavbách rychlostní silnice R6 v úseku mezi Sokolovem a Tisovou nebo elektrizaci železniční tratě mezi Šumperkem a Zábřehem. Činná ale byla také v zahraničí, když se na Slovensku podílela na vybudování dálnice D1 spojující Mengusovce a Jánovce či na výstavbě rychlostní komunikace R1 mezi Žarnovicou a Šášovským Podhradím.
Během roku 2009 navíc proběhla změna názvu společnosti na EUROVIA CS.